# Lista de chefes de Estado e de governo em 2024
Esta é uma lista de chefes de Estado, chefes de governo e outros governantes no ano de 2024.

## África
- África do Sul
  - Presidente – Cyril Ramaphosa, Presidente da África do Sul (2018–atualmente)
- Angola
  - Presidente – João Lourenço, Presidente de Angola (2017–atualmente)
- Argélia
  - Presidente – Abdelmadjid Tebboune, Presidente da Argélia (2019–atualmente)
  - Primeiro-ministro – Nadir Larbaoui, Primeiro-ministro da Argélia (2023–atualmente)
- Benim
  - Presidente – Patrice Talon, Presidente do Benim (2016–atualmente)
- Botswana
  - Presidente – 
    1. Mokgweetsi Masisi, Presidente do Botswana (2018–2024)
    2. Duma Boko, Presidente de Botswana (2024-atualmente)
- Burquina Fasso
  - Líder da Junta  – Ibrahim Traoré, Presidente do Movimento Patriótico para a Salvaguarda e a Restauração (2022–atualmente)
  - Presidente – Ibrahim Traoré, Presidente interino de Burquina Fasso (2022–atualmente)
  - Primeiro-ministro – Apollinaire Kyélem de Tambèla, Primeiro-ministro de Burquina Fasso (2022–atualmente)
- Burundi
  - Presidente – Évariste Ndayishimiye, Presidente do Burundi (2020–atualmente)
  - Primeiro-ministro – Gervais Ndirakobuca, Primeiro-ministro do Burundi (2022–atualmente)
- Camarões
  - Presidente – Paul Biya, Presidente dos Camarões (1982–atualmente)
  - Primeiro-ministro – Joseph Ngute, Primeiro-ministro dos Camarões (2019–atualmente)
- Cabo Verde
  - Presidente – José Maria Neves, Presidente de Cabo Verde (2021–atualmente)
  - Primeiro-ministro – Ulisses Correia e Silva, Primeiro-ministro de Cabo Verde (2016–atualmente)
- Chade
  - Presidente – Mahamat Déby, Presidente do Chade (2021–atualmente)[a]
  - Primeiro-ministro – 
    1. Saleh Kebzabo, Primeiro-ministro do Chade (2022–2024)
    2. Succès Masra, Primeiro-ministro do Chade (2024)
    3. Allamaye Halina, Primeiro-ministro do Chade (2024–atualmente)
- Comores
  - Presidente – Azali Assoumani, Presidente de Comores (2016–atualmente)
- Congo–Brazzaville (República do Congo)
  - Presidente – Denis Sassou Nguesso, Presidente da República do Congo (1997–atualmente)
  - Primeiro-ministro – Anatole Collinet Makosso, Primeiro-ministro da República do Congo (2021–atualmente)
- Congo–Kinshasa (República Democrática do Congo)
  - Presidente – Félix Tshisekedi, Presidente da República Democrática do Congo (2019–atualmente)
  - Primeiro-ministro – 
    1. Sama Lukonde, Primeiro-ministro da República Democrática do Congo (2021–2024)
    2. Judith Tuluka, Primeira-ministra da República Democrática do Congo (2024–atualmente)
- Costa do Marfim
  - Presidente – Alassane Ouattara, Presidente da Costa do Marfim (2010–atualmente)
  - Primeiro-ministro – Robert Beugré Mambé, Primeiro-ministro da Costa do Marfim (2023–atualmente)
- Djibouti
  - Presidente – Ismaïl Omar Guelleh, Presidente do Djibouti (1999–atualmente)
  - Primeiro-ministro – Abdoulkader Kamil Mohamed, Primeiro-ministro do Djibouti (2013–atualmente)
- Egito
  - Presidente – Abdel Fattah el-Sisi, Presidente do Egito (2014–atualmente)
  - Primeiro-ministro – Moustafa Madbouly, Primeiro-ministro do Egito (2018–atualmente)
- Eritreia
  - Presidente – Isaias Afwerki, Presidente da Eritreia (1991–atualmente) [b]
- Essuatíni
  - Monarca – Mswati III, Rei de Essuatíni (1986–atualmente)
  - Primeiro-ministro – Russell Dlamini, Primeiro-ministro de Essuatíni (2023–atualmente)
- Etiópia
  - Presidente – 
    1. Sahle-Work Zewde, Presidente da Etiópia (2018–2024)
    2. Taye Atske Selassie, Presidente da Etiópia (2024–atualmente)

  - Primeiro-ministro – Abiy Ahmed, Primeiro-ministro da Etiópia (2018–atualmente)
- Gabão
  - Líder da Junta  – Brice Clotaire Oligui Nguema, Presidente do Comitê para a Transição e a Restauração das Instituições (2023–atualmente)
  - Presidente – Brice Clotaire Oligui Nguema, Presidente de Transição do Gabão (2023–atualmente)
  - Primeiro-ministro – Raymond Ndong Sima, Primeiro-ministro do Gabão (2023–atualmente)
- Gâmbia
  - Presidente – Adama Barrow, Presidente da Gâmbia (2017–atualmente)
- Gana
  - Presidente – Nana Akufo-Addo, Presidente do Gana (2017–atualmente)
- Guiné
  - Líder da Junta  – Mamady Doumbouya, Presidente do Comitê Nacional do Reagrupamento para o Desenvolvimento (2021–atualmente)
  - Presidente  – Mamady Doumbouya, Presidente interino da Guiné (2021–atualmente)
  - Primeiro-ministro – 
    1. Bernard Goumou, Primeiro-ministro interino da Guiné (2022–2024)
    2. Bah Oury, Primeiro-ministro da Guiné (2024–atualmente)
- Guiné-Bissau
  - Presidente – Umaro Sissoco Embaló, Presidente da Guiné-Bissau (2020–atualmente)
  - Primeiro-ministro – Rui Duarte de Barros, Primeiro-ministro da Guiné-Bissau (2023–atualmente)
- Guiné Equatorial
  - Presidente – Teodoro Obiang Nguema Mbasogo, Presidente da Guiné Equatorial (1979–atualmente)
  - Primeiro-ministro – 
    1. Manuela Roka Botey, Primeira-ministra da Guiné Equatorial (2023–2024)
    2. Manuel Osa Nsue Nsua, Primeiro-ministro da Guiné Equatorial (2024–atualmente)
- Lesoto
  - Monarca – Letsie III, Rei do Lesoto (1996–atualmente)
  - Primeiro-ministro – Sam Matekane, Primeiro-ministro do Lesoto (2022–atualmente)
- Libéria
  - Presidente – 
    1. George Weah, Presidente da Libéria (2018–2024)
    2. Joseph Boakai, Presidente da Libéria (2024–atualmente)
- Líbia
  - Governo de Unidade Nacional
    - Chefe de Estado – Mohamed al-Menfi, Presidente do Conselho Presidencial da Líbia (2021–atualmente)
    - Primeiro-ministro – Abdul Hamid Dbeibeh, Primeiro-ministro da Líbia (2021–atualmente)

  - Governo de Estabilidade Nacional (governo rival não reconhecido)
    - Primeiro-ministro – Osama Hammad, Primeiro-ministro interino da Líbia (2023–atualmente)
- Madagáscar
  - Presidente – Andry Rajoelina, Presidente de Madagáscar (2023–atualmente)
  - Primeiro-ministro – Christian Ntsay, Primeiro-ministro de Madagáscar (2018–atualmente)
- Malawi
  - Presidente – Lazarus Chakwera, Presidente do Malawi (2020–atualmente)
- Mali
  - Presidente – Assimi Goïta, Presidente interino do Mali (2021–atualmente)
  - Primeiro-ministro – Dr. Choguel Kokalla Maïga, Primeiro-ministro do Mali (2021–atualmente)
- Maurícia
  - Presidente – Pritvirajsing Roopun, Presidente da Maurícia (2019–atualmente)
  - Primeiro-ministro – Pravind Jugnauth, Primeiro-ministro da Maurícia (2017–atualmente)
- Mauritânia
  - Presidente – Mohamed Ould Ghazouani, Presidente da Mauritânia (2019–atualmente)
  - Primeiro-ministro – 
    1. Mohamed Ould Bilal, Primeiro-ministro da Mauritânia (2020–2024)
    2. Mokhtar Ould Djay, Primeiro-ministro da Mauritânia (2024–atualmente)
- Marrocos
  - Monarca – Maomé VI, Rei de Marrocos (1999–atualmente)
  - Primeiro-ministro – Aziz Akhannouch, Chefe de Governo de Marrocos (2021–atualmente)
- Moçambique
  - Presidente – Filipe Nyusi, Presidente de Moçambique (2015–atualmente)
  - Primeiro-ministro – Adriano Maleiane, Primeiro-ministro de Moçambique (2022–atualmente)
- Namíbia
  - Presidente – 
    - Hage Geingob, Presidente da Namíbia (2015–2024)
    - Nangolo Mbumba, Presidente interino da Namíbia (2024–atualmente)

  - Primeiro-ministro – Saara Kuugongelwa, Primeiro-ministro da Namíbia (2015–atualmente)
- Níger
  - Presidente – Abdourahamane Tchiani, Presidente do Conselho Nacional para a Salvaguarda da Pátria (2023–atualmente)
  - Primeiro-ministro – Ali Lamine Zeine, Primeiro-ministro do Níger (2023–atualmente)
- Nigéria
  - Presidente – Bola Tinubu, Presidente da Nigéria (2023–atualmente)
- Quénia
  - Presidente – William Ruto, Presidente do Quênia (2022–atualmente)
- República Árabe Saaráui Democrática (Estado autodeclarado e parcialmente reconhecido)
  - Presidente – Brahim Ghali, Presidente da República Árabe Saaraui Democrática (2016–atualmente)
  - Primeiro-ministro – Bouchraya Hammoudi Bayoun, Primeiro-ministro da República Árabe Saaraui Democrática (2020–atualmente)
- República Centro-Africana
  - Presidente  – Faustin-Archange Touadéra, Presidente da República Centro-Africana (2016–atualmente)
  - Primeiro-ministro – Félix Moloua, Primeiro-ministro da República Centro-Africana (2022–atualmente)
- Ruanda
  - Presidente – Paul Kagame, Presidente de Ruanda (2000–atualmente)
  - Primeiro-ministro – Édouard Ngirente, Primeiro-ministro de Ruanda (2017–atualmente)
- São Tomé e Príncipe
  - Presidente – Carlos Vila Nova, Presidente de São Tomé e Príncipe (2021–atualmente)
  - Primeiro-ministro – Patrice Trovoada, Primeiro-ministro de São Tomé e Príncipe (2022–atualmente)
- Seicheles
  - Presidente – Wavel Ramkalawan, Presidente das Seicheles (2020–atualmente)
- Senegal
  - Presidente – 
    1. Macky Sall, Presidente do Senegal (2012–2024)
    2. Bassirou Diomaye Faye, Presidente do Senegal (2024–atualmente)

  - Primeiro-ministro – 
    1. Amadou Ba, Primeiro-ministro do Senegal (2022–2024)
    2. Sidiki Kaba, Primeiro-ministro do Senegal (2024)
    3. Ousmane Sonko, Primeiro-ministro do Senegal (2024–atualmente)
- Serra Leoa
  - Presidente – Julius Maada Bio, Presidente de Serra Leoa (2018–atualmente)
  - Ministro-chefe – David Moinina Sengeh, Ministro-chefe de Serra Leoa (2023–atualmente)
- Somália
  - Presidente – Hassan Sheikh Mohamud, Presidente da Somália (2022–atualmente)
  - Primeiro-ministro – Hamza Abdi Barre, Primeiro-ministro da Somália (2022–atualmente)
- Somalilândia (Estado separatista não reconhecido)
  - Presidente – Muse Bihi Abdi, Presidente da Somalilândia (2017–atualmente)
- Sudão
  - Presidente – Abdel Fattah al-Burhan, Presidente do Conselho Soberano de Transição[1] (2019–atualmente)
  - Primeiro-ministro – Osman Hussein, Primeiro-ministro interino do Sudão (2022–atualmente)
- Sudão do Sul
  - Presidente – Salva Kiir Mayardit, Presidente do Sudão do Sul (2011–atualmente)
- Tanzânia
  - Presidente – Samia Suluhu, Presidente da Tanzânia (2021–atualmente)
  - Primeiro-ministro – Kassim Majaliwa, Primeiro-ministro da Tanzânia (2015–atualmente)
- Togo
  - Presidente – Faure Gnassingbé, Presidente do Togo (2005–atualmente)
  - Primeiro-ministro – Victoire Tomegah Dogbé, Primeiro-ministro do Togo (2020–atualmente)
- Tunísia
  - Presidente – Kais Saied, Presidente da Tunísia (2019–atualmente)
  - Primeiro-ministro – 
    1. Ahmed Hachani, Primeiro-ministro da Tunísia (2023–2024)
    2. Kamel Madouri, Primeiro-ministro da Tunísia (2024–atualmente)
- Uganda
  - Presidente – Yoweri Museveni, Presidente de Uganda (1986–atualmente)
  - Primeiro-ministro – Robinah Nabbanja, Primeiro-ministro de Uganda (2021–atualmente)
- Zâmbia
  - Presidente – Hakainde Hichilema, Presidente da Zâmbia (2021–atualmente)
- Zimbabwe
  - Presidente – Emmerson Mnangagwa, Presidente do Zimbabwe (2017–atualmente)

## América Central
- Antígua e Barbuda
  - Monarca – Charles III, Rei de Antígua e Barbuda (2022–atualmente)
  - Governador-geral – Sir Rodney Williams, Governador-geral de Antígua e Barbuda (2014–atualmente)
  - Primeiro-ministro – Gaston Browne, Primeiro-ministro de Antígua e Barbuda (2014–atualmente)
- Bahamas
  - Monarca – Charles III, Rei das Bahamas (2022–atualmente)
  - Governador-geral – Cynthia A. Pratt, Governador-geral das Bahamas (2023–atualmente)
  - Primeiro-ministro – Philip Edward Davis, Primeiro-ministro das Bahamas (2021–atualmente)
- Barbados
  - Presidente – Dama Sandra Mason, Presidente de Barbados (2021–atualmente)
  - Primeiro-ministro – Mia Mottley, Primeiro-ministro de Barbados (2018–atualmente)
- Belize
  - Monarca – Charles III, Rei de Belize (2022–atualmente)
  - Governador-geral – Dama Froyla Tzalam, Governador-geral do Belize (2021–atualmente)
  - Primeiro-ministro – Johnny Briceño, Primeiro-ministro de Belize (2020–atualmente)
- Costa Rica
  - Presidente – Rodrigo Chaves Robles, Presidente da Costa Rica (2022–atualmente)
- Cuba
  - Líder do Partido Comunista – Miguel Díaz-Canel, Primeiro Secretário do Partido Comunista de Cuba (2021–atualmente)
  - Presidente – Miguel Díaz-Canel, Presidente de Cuba[c] (2018–atualmente)
  - Primeiro-ministro – Manuel Marrero Cruz, Primeiro-ministro (2019–atualmente)
- Dominica
  - Presidente – Sylvanie Burton, Presidente da Dominica (2023–atualmente)
  - Primeiro-ministro – Roosevelt Skerrit, Primeiro-ministro da Dominica (2004–atualmente)
- El Salvador
  - Presidente – Nayib Bukele, Presidente de El Salvador (2019–atualmente)
    - Claudia Rodríguez de Guevara, Presidente interina de El Salvador (2023–2024)
- Granada
  - Monarca – Charles III, Rei de Granada (2022–atualmente)
  - Governador-geral – Dama Cécile La Grenade, Governador-geral de Granada (2013–atualmente)
  - Primeiro-ministro – Dickon Mitchell, Primeiro-ministro de Granada (2022–atualmente)
- Guatemala
  - Presidente – 
    1. Alejandro Giammattei, Presidente da Guatemala (2020–2024)
    2. Bernardo Arévalo, Presidente da Guatemala (2024–atualmente)
- Haiti
  - Presidente – 
    1. Ariel Henry, Presidente interino do Haiti (2021–2024)
    2. Edgard Leblanc Fils, Presidente do Conselho Presidencial de Transição (2024)
    3. Leslie Voltaire, Presidente do Conselho Presidencial de Transição (2024–atualmente)

  - Primeiro-ministro – 
    1. Ariel Henry, Primeiro-ministro interino do Haiti (2021–2024)
    2. Michel Patrick Boisvert, Primeiro-ministro interino do Haiti (2024)
    3. Garry Conille, Primeiro-ministro interino do Haiti (2024–atualmente)
- Honduras
  - Presidente – Xiomara Castro, Presidente de Honduras (2022–atualmente)
- Jamaica
  - Monarca – Charles III, Rei da Jamaica (2022–atualmente)
  - Governador-geral – Sir Patrick Allen, Governador-geral da Jamaica (2009–atualmente)
  - Primeiro-ministro – Andrew Holness, Primeiro-ministro da Jamaica (2016–atualmente)
- Nicarágua
  - Presidente – Daniel Ortega, Presidente da Nicarágua (2007–atualmente)
- Panamá
  - Presidente – 
    1. Laurentino Cortizo, Presidente do Panamá (2019–2024)
    2. José Raúl Mulino, Presidente do Panamá (2024–atualmente)
- República Dominicana
  - Presidente – Luis Abinader, Presidente da República Dominicana (2020–atualmente)
- Santa Lúcia
  - Monarca – Charles III, Rei de Santa Lúcia (2022–atualmente)
  - Governador-geral – Errol Charles, Governador-geral interino de Santa Lúcia  (2021–atualmente)
  - Primeiro-ministro – Philip Pierre, Primeiro-ministro de Santa Lúcia (2021–atualmente)
- São Cristóvão e Nevis
  - Monarca – Charles III, Rei de São Cristóvão e Nevis (2022–atualmente)
  - Governador-geral – Dama Marcella Liburd, Governador-geral de São Cristóvão e Nevis (2023–atualmente)
  - Primeiro-ministro – Terrance Drew, Primeiro-ministro de São Cristóvão e Nevis (2022–atualmente)
- São Vicente e Granadinas
  - Monarca – Charles III, Rei de São Vicente e Granadinas (2022–atualmente)
  - Governador-geral – Dama Susan Dougan, Governador-geral de São Vicente e Granadinas (2019–atualmente)
  - Primeiro-ministro – Ralph Gonsalves, Primeiro-ministro de São Vicente e Granadinas (2001–atualmente)
- Trinidad e Tobago
  - Presidente – Christine Kangaloo, Presidente de Trinidad e Tobago (2023–atualmente)
  - Primeiro-ministro – Keith Rowley, Primeiro-ministro de Trinidad e Tobago (2015–atualmente)

## América do Norte
- Canadá
  - Monarca – Charles III, Rei do Canadá (2022–atualmente)
  - Governador-geral – Mary Simon, Governadora-geral do Canadá (2021–atualmente)
  - Primeiro-ministro – Justin Trudeau, Primeiro-ministro do Canadá (2015–atualmente)
- Estados Unidos
  - Presidente – Joe Biden, Presidente dos Estados Unidos (2021–atualmente)
- México
  - Presidente – 
    1. Andrés Manuel López Obrador, Presidente do México (2018–2024)
    2. Claudia Sheinbaum, Presidente do México (2024–atualmente)

## América do Sul
- Argentina
  - Presidente – Javier Milei, Presidente da Argentina (2023–atualmente)
- Bolívia
  - Presidente – Luis Arce, Presidente da Bolívia (2020–atualmente)
- Brasil
  - Presidente – Luiz Inácio Lula da Silva, Presidente do Brasil (2023–atualmente)
- Chile
  - Presidente – Gabriel Boric, Presidente do Chile (2022–atualmente)
- Colômbia
  - Presidente – Gustavo Petro, Presidente da Colômbia (2022–atualmente)
- Equador
  - Presidente – Daniel Noboa, Presidente do Equador (2023–atualmente)
- Guiana
  - Presidente – Irfaan Ali, Presidente da Guiana (2020–atualmente)
  - Primeiro-ministro – Mark Phillips, Primeiro-ministro da Guiana (2020–atualmente)
- Paraguai
  - Presidente – Santiago Peña, Presidente do Paraguai (2023–atualmente)
- Peru
  - Presidente – Dina Boluarte, Presidente do Peru (2022–atualmente)
  - Primeiro-ministro – 
    1. Alberto Otárola, Presidente do Conselho de Ministros do Peru (2022–2024)
    2. Gustavo Adrianzén, Presidente do Conselho de Ministros do Peru (2024–atualmente)
- Suriname
  - Presidente – Chan Santokhi, Presidente do Suriname (2020–atualmente)
- Uruguai
  - Presidente – Luis Lacalle Pou, Presidente do Uruguai (2020–atualmente)
- Venezuela
  - República Bolivariana da Venezuela
    - Presidente – Nicolás Maduro, Presidente da Venezuela (2013–atualmente)

  - Assembleia Nacional de 2015 (parcialmente reconhecido, governo no exílio)
    - Presidente – Dinorah Figuera, Presidente da Assembleia Nacional (2023–atualmente)

## Ásia
- Afeganistão
  - Líder Supremo – Hibatullah Akhundzada, Líder Supremo do Afeganistão (2021–atualmente)
  - Primeiro-ministro – Hasan Akhund, Primeiro-ministro interino do Afeganistão (2021–atualmente)
- Arábia Saudita
  - Monarca – Salman, Rei da Arábia Saudita (2015–atualmente)
  - Primeiro-ministro – Mohammed bin Salman, Primeiro-ministro da Arábia Saudita (2022–atualmente)
- Bahrain
  - Monarca – Xeique Hamad bin Isa Al Khalifa, Rei do Barém (1999–atualmente)
  - Primeiro-ministro – Príncipe Salman bin Hamad bin Isa Al Khalifa, Primeiro-ministro do Barém (2020–atualmente)
- Bangladesh
  - Presidente – Mohammed Shahabuddin, Presidente do Bangladesh (2023–atualmente)
  - Primeiro-ministro – 
    1. Sheikh Hasina, Primeiro-ministro do Bangladesh (2009–2024)
    2. Muhammad Yunus, Conselheiro-Chefe de Bangladesh (2024–atualmente)
- Brunei
  - Monarca – Hassanal Bolkiah, Sultão do Brunei (1967–atualmente) [d]
  - Primeiro-ministro – Hassanal Bolkiah, Primeiro-ministro do Brunei (1984–atualmente)
- Butão
  - Monarca – Jigme Khesar Namgyel Wangchuck, Rei do Butão (2006–atualmente)
  - Primeiro-ministro –
    1. Chogyal Dago Rigdzin, Conselheiro-Chefe do Butão (2023–2024)
    2. Tshering Tobgay, Primeiro-ministro do Butão (2024–atualmente)
- Camboja
  - Monarca – Norodom Sihamoni, Rei do Camboja (2004–atualmente)
  - Primeiro-ministro – Hun Manet, Primeiro-ministro do Camboja (2023–atualmente)
- Catar
  - Monarca – Xeique Tamim bin Hamad Al Thani, Emir do Catar (2013–atualmente)
  - Primeiro-ministro – Xeique Mohammed bin Abdul Rahman Al Thani, Primeiro-ministro do Catar (2023–atualmente)
- Cazaquistão
  - Presidente – Kassym-Dzomart Tokayev, Presidente do Cazaquistão (2019–atualmente)
  - Primeiro-ministro –
    1. Alihan Smaiylov, Primeiro-ministro do Cazaquistão (2022–2024)
    2. Roman Sklyar, Primeiro-ministro interino do Cazaquistão (2024)
    3. Oljas Bektenov, Primeiro-ministro do Cazaquistão (2024–atualmente)
- China (República Popular da China)
  - Líder do Partido Comunista – Xi Jinping, Secretário-geral do Partido Comunista da China (2012–atualmente)
  - Presidente – Xi Jinping, Presidente da China (2013–atualmente)
  - Premiê – Li Qiang, Premiê do Conselho de Estado da China (2023–atualmente)
- Coreia do Norte (República Popular Democrática da Coreia)
  - Líder do Partido Comunista – Kim Jong Un, Secretário-Geral do Partido dos Trabalhadores da Coreia[2] (2012–atualmente)
  - Chefe de Estado de facto – Kim Jong Un, Presidente do Comissão de Assuntos de Estado da Coreia do Norte [e] (2011–atualmente)
  - Chefe de Estado de jure – Choe Ryong-hae, Presidente do Comitê Permanente da Assembleia Popular Suprema (2019–atualmente)[3]
  - Premiê – Kim Tok-hun, Premiê do Gabinete da Coreia do Norte (2020–atualmente)
- Coreia do Sul (República da Coreia)
  - Presidente – Yoon Suk-yeol, Presidente da Coreia do Sul (2022–atualmente)
  - Primeiro-ministro – Han Duck-soo, Primeiro-ministro da Coreia do Sul (2022–atualmente)
- Emirados Árabes Unidos
  - Presidente – Xeique Mohamed bin Zayed Al Nahyan, Presidente dos Emirados Árabes Unidos (2022–atualmente)
  - Primeiro-ministro – Xeique Mohammed bin Rashid Al Maktoum, Primeiro-ministro dos Emirados Árabes Unidos (2006–atualmente)
- Filipinas
  - Presidente – Bongbong Marcos, Presidente das Filipinas (2022–atualmente)
- Iémen
  - Conselho de Liderança Presidencial
    - Presidente – Rashad al-Alimi, Presidente do Conselho de Liderança Presidencial do Iêmen (2022–atualmente)
    - Primeiro-ministro –

    1. Maeen Abdulmalik Saeed, Primeiro-ministro do Iémen (2018–2024)
    2. Ahmad Awad bin Mubarak, Primeiro-ministro do Iémen (2024–atualmente)

  - Conselho Político Supremo (governo rival parcialmente reconhecido)
    - Líder Militante – Abdul-Malik al-Houthi, Líder do Ansar Allah (2015–atualmente)[f][4]
    - Presidente – Mahdi al-Mashat, Presidente do Conselho Político Supremo do Iêmen (2018–atualmente)
    - Primeiro-ministro – Abdel-Aziz bin Habtour, Primeiro-ministro do Iêmen (2016–atualmente)
- Índia
  - Presidente – Droupadi Murmu, Presidente da Índia (2022–atualmente)
  - Primeiro-ministro – Narendra Modi, Primeiro-ministro da Índia (2014–atualmente)
- Indonésia
  - Presidente – Joko Widodo, Presidente da Indonésia (2014–atualmente)
- Irã
  - Líder Supremo – Aiatolá Ali Khamenei, Líder Supremo do Irã (1989–atualmente)
  - Presidente –
    1. Ebrahim Raisi, Presidente do Irã (2021–2024)
    2. Mohammad Mokhber, Presidente interino do Irã (2024)
    3. Masoud Pezeshkian, Presidente do Irã (2024–atualmente)
- Iraque
  - Presidente – Abdul Latif Rashid, Presidente do Iraque (2022–atualmente)
  - Primeiro-ministro – Mohammed Shia' Al Sudani, Primeiro-ministro do Iraque (2022–atualmente)
- Israel
  - Presidente – Isaac Herzog, Presidente de Israel (2021–atualmente)
  - Primeiro-ministro – Benjamin Netanyahu, Primeiro-ministro de Israel (2022–atualmente)
- Japão
  - Monarca – Naruhito, Imperador do Japão (2019–atualmente)
  - Primeiro-ministro –
    1. Fumio Kishida, Primeiro-ministro do Japão (2021–2024)
    2. Shigeru Ishiba, Primeiro-ministro do Japão (2024–atualmente)
- Jordânia
  - Monarca – Abdullah II, Rei da Jordânia (1999–atualmente)
  - Primeiro-ministro – 
    1. Bisher Khasawneh, Primeiro-ministro da Jordânia (2020–2024)
    2. Jafar Hassan, Primeiro-ministro da Jordânia (2024–atualmente)
- Kuwait
  - Monarca – Mishal Al-Ahmad Al-Jaber Al-Sabah, Emir do Kuwait (2023–atualmente)
  - Primeiro-ministro – 
    1. Ahmad Al-Nawaf Al-Ahmad Al-Sabah, Primeiro-ministro do Kuwait (2022–2024)
    2. Mohammad Sabah Al-Salem Al-Sabah, Primeiro-ministro do Kuwait (2024)
    3. Ahmad Al-Abdullah Al-Sabah, Primeiro-ministro do Kuwait (2024–atualmente)
- Laos
  - Líder do Partido Comunista – Thongloun Sisoulith, Secretário-geral do Partido Popular Revolucionário do Laos (2021–atualmente)
  - Presidente – Thongloun Sisoulith, Presidente do Laos (2021–atualmente)
  - Primeiro-ministro – Sonexay Siphandone, Primeiro-ministro do Laos (2022–atualmente)
- Líbano
  - Presidente – Vacante, (2022–atualmente)
  - Primeiro-ministro –  Najib Mikati, Presidente do Conselho de Ministros (2021–atualmente)
- Malásia
  - Monarca – 
    1. Abdullah, Yang di-Pertuan Agong da Malásia (2019–2024)
    2. Ibrahim Ismail, Yang di-Pertuan Agong da Malásia (2024–atualmente)

  - Primeiro-ministro – Anwar Ibrahim, Primeiro-ministro da Malásia (2022–atualmente)
- Maldivas
  - Presidente – Mohamed Muizzu, Presidente das Maldivas (2023–atualmente)
- Mongólia
  - Presidente – Ukhnaagiin Khürelsükh, Presidente da Mongólia (2021–atualmente)
  - Primeiro-ministro – Luvsannamsrain Oyun-Erdene, Primeiro-ministro da Mongólia (2021–atualmente)
- Myanmar
  - Conselho Administrativo de Estado
    - Presidente –

    1. Myint Swe, Presidente interino de Myanmar (2021–2024)
    2. Min Aung Hlaing, Presidente interino de Myanmar (2024–atualmente)

    - Líder da Junta – Min Aung Hlaing, Presidente do Conselho Administrativo de Estado (2021–atualmente)
    - Primeiro-ministro – Min Aung Hlaing, Primeiro-ministro de Myanmar (2021–atualmente)

  - Governo de Unidade Nacional (governo rival não reconhecido)
    - Presidente – Duwa Lashi La, Presidente interino do Governo de Unidade Nacional (2021–atualmente)
    - Primeiro-ministro – Mahn Win Khaing Than, Primeiro-ministro do Governo de Unidade Nacional (2021–atualmente)
- Nepal
  - Presidente – Ram Chandra Poudel, Presidente do Nepal (2023–atualmente)
  - Primeiro-ministro –
    1. Pushpa Kamal Dahal, Primeiro-ministro do Nepal (2022–2024)
    2. KP Sharma Oli, Primeiro-ministro do Nepal (2024–atualmente)
- Omã
  - Monarca – Haitham bin Tariq Al Said, Sultão de Omã (2020–atualmente)
  - Primeiro-ministro – Haitham bin Tariq Al Said, Primeiro-ministro de Omã (2020–atualmente)
- Palestina
  - Autoridade Nacional Palestiniana
    - Presidente – Mahmoud Abbas, Presidente da Palestina (2005–atualmente)
    - Primeiro-ministro –

    1. Mohammad Shtayyeh, Primeiro-ministro da Palestina (2019–2024)
    2. Mohammad Mustafa, Primeiro-ministro da Palestina (2024–atualmente)

  - Governo do Hamas em Gaza (governo rival não reconhecido)
    - Líder do Partido –

    1. Ismail Haniyeh, Presidente do Escritório Político do Hamas (2017–2024)
    2. Yahya Sinwar, Presidente do Escritório Político do Hamas (2024)

    - Presidente – Aziz Dweik, Presidente Interino da Autoridade Nacional Palestina (2016–atualmente)
    - Primeiro-ministro – Essam al-Da'alis, Primeiro-ministro da Autoridade Nacional Palestina (2021–atualmente)
- Paquistão
  - Presidente – 
    1. Arif Alvi, Presidente do Paquistão (2018–2024)
    2. Asif Ali Zardari, Presidente do Paquistão (2024–atualmente)

  - Primeiro-ministro – 
    1. Anwar ul Haq Kakar, Primeiro-ministro interino do Paquistão (2023–2024)
    2. Shehbaz Sharif, Primeiro-ministro do Paquistão (2024–atualmente)
- Quirguistão
  - Presidente – Sadyr Dzaparov, Presidente do Quirguistão (2021–atualmente)
  - Primeiro-ministro – Akylbek Dzaparov, Presidente do Conselho de Ministros do Quirguistão (2021–atualmente)
- Singapura
  - Presidente – Tharman Shanmugaratnam, Presidente de Singapura (2023–atualmente)
  - Primeiro-ministro – 
    1. Lee Hsien Loong, Primeiro-ministro de Singapura (2004–2024)
    2. Lawrence Wong, Primeiro-ministro de Singapura (2024–atualmente)
- Síria
  -  Síria
    - Presidente – Bashar al-Assad, Presidente da Síria (2000–atualmente)
    - Primeiro-ministro – Hussein Arnous, Primeiro-ministro da Síria (2020–atualmente)

  - Oposição síria
    -  Coalizão Nacional Síria (governo rival parcialmente reconhecido)
      - Presidente – Hadi al-Bahra, Presidente da Coalizão Nacional Síria (2023–atualmente)
      - Primeiro-ministro – Abdurrahman Mustafa, Primeiro-ministro da Coalizão Nacional Síria (2019–atualmente)

    -  Governo de Salvação Sírio (governo rival não reconhecido)
      - Líder Militante – Abu Mohammad al-Julani, Comandante-em-Chefe do Tahrir al-Sham (2017–atualmente)[5]
      - Presidente – Mustafa al-Mousa, Presidente do Conselho Geral Shura (2020–atualmente)
      - Primeiro-ministro – Ali Keda, Primeiro-ministro do Governo de Salvação Sírio (2019–atualmente)
- Sri Lanka
  - Presidente –
    1. Ranil Wickremesinghe, Presidente do Sri Lanka (2022–2024)
    2. Anura Kumara Dissanayake, Presidente do Sri Lanka (2024–atualmente)

  - Prime Minister – 
    1. Dinesh Gunawardena, Primeiro-ministro do Sri Lanka (2022–2024)
    2. Harini Amarasuriya, Primeira-ministra do Sri Lanka (2024–atualmente)
- Tailândia
  - Monarca – Vajiralongkorn, Rei da Tailândia (2016–atualmente)
  - Primeiro-ministro –
    1. Srettha Thavisin, Primeiro-ministro da Tailândia (2023–2024)
    2. Phumtham Wechayachai, Primeiro-ministro interino da Tailândia (2024)
    3. Paetongtarn Shinawatra, Primeira-ministra da Tailândia (2024–atualmente)
- Taiwan (República da China)
  - Presidente – 
    1. Tsai Ing-wen, Presidente de Taiwan (2016–2024)
    2. Lai Ching-te, Presidente de Taiwan (2024–atualmente)

  - Premiê – 
    1. Chen Chien-jen, Presidente do Yuan Executivo de Taiwan (2023–2024)
    2. Cho Jung-tai, Presidente do Yuan Executivo de Taiwan (2024–atualmente)
- Tajiquistão
  - Presidente – Emomali Rahmon, Presidente do Tajiquistão (1992–atualmente)
  - Primeiro-ministro – Kokhir Rasulzoda, Primeiro-ministro do Tajiquistão (2013–atualmente)
- Timor-Leste
  - Presidente – José Ramos-Horta, Presidente de Timor-Leste (2022–atualmente)
  - Primeiro-ministro – Xanana Gusmão, Primeiro-ministro de Timor-Leste (2023–atualmente)
- Turquemenistão
  - Líder Nacional – Gurbanguly Berdimuhamedow, Presidente do Conselho Popular do Turquemenistão (2023–atualmente)[6]
  - Presidente – Serdar Berdimuhamedow, Presidente do Turquemenistão (2022–atualmente)
- Turquia
  - Presidente – Recep Tayyip Erdoğan, Presidente da Turquia (2014–atualmente)
- Uzbequistão
  - Presidente – Shavkat Mirziyoyev, Presidente do Uzbequistão (2016–atualmente)
  - Primeiro-ministro – Abdulla Aripov, Primeiro-ministro do Uzbequistão (2016–atualmente)
- Vietname
  - Líder do Partido Comunista – 
    1. Nguyễn Phú Trọng, Secretário-geral do Partido Comunista do Vietnã (2011–2024)
    2. Tô Lâm, Secretário-geral do Partido Comunista do Vietnã (2024-atualmente)

  - Presidente – 
    1. Võ Văn Thưởng, Presidente do Vietname (2023–2024)
    2. Võ Thị Ánh Xuân, Presidente interina do Vietname (2024)
    3. Tô Lâm, Presidente do Vietname (2024–atualmente)

  - Primeiro-ministro – Phạm Minh Chính, Primeiro-ministro do Vietname (2021–atualmente)

## Europa
- Abecásia (Estado separatista parcialmente reconhecido)
  - Presidente – Aslan Bzhania, Presidente da Abecásia (2020–atualmente)
  - Primeiro-ministro – Aleksander Ankvab, Primeiro-ministro da Abecásia  (2020–atualmente)
- Albânia
  - Presidente – Bajram Begaj, Presidente da Albânia (2022–atualmente)
  - Primeiro-ministro – Edi Rama, Primeiro-ministro da Albânia (2013–atualmente)
- Alemanha
  - Presidente – Frank-Walter Steinmeier, Presidente Federal da Alemanha (2017–atualmente)
  - Chanceler – Olaf Scholz, Chanceler Federal da Alemanha (2021–atualmente)
- Andorra
  - Monarcas –
    - Copríncipe francês – Emmanuel Macron, Copríncipe francês de Andorra (2017–atualmente)
      - Representante do copríncipe – Patrick Strzoda (2017–atualmente)

    - Copríncipe episcopal – Arcebispo Joan Enric Vives Sicília, Copríncipe episcopal de Andorra (2003–atualmente)
      - Representante do copríncipe – Josep Maria Mauri (2012–atualmente)

  - Primeiro-ministro – Xavier Espot Zamora, Chefe de governo de Andorra (2019–atualmente)
- Armênia
  - Presidente – Vahagn Khachaturyan, Presidente da Armênia (2022–atualmente)
  - Primeiro-ministro – Nikol Pashinyan, Primeiro-ministro da Armênia (2018–atualmente)
- Áustria
  - Presidente – Alexander Van der Bellen, Presidente Federal da Áustria (2017–atualmente)
  - Chanceler – Karl Nehammer, Chanceler Federal da Áustria (2021–atualmente)
- Azerbaijão
  - Presidente – Ilham Aliyev, Presidente do Azerbaijão (2003–atualmente)
  - Primeiro-ministro – Ali Asadov, Primeiro-ministro do Azerbaijão (2019–atualmente)
- Bélgica
  - Monarca – Filipe, Rei dos Belgas (2013–atualmente)
  - Primeiro-ministro – Alexander De Croo, Primeiro-ministro da Bélgica (2020–atualmente)
- Bielorrússia
  -  Bielorrússia
    - Presidente – Alexander Lukashenko, Presidente da Bielorrússia (1994–atualmente)
    - Primeiro-ministro – Roman Golovchenko, Primeiro-ministro da Bielorrússia (2020–atualmente)

  -  Conselho de Coordenação para a Transferência de Poder (governo no exílio parcialmente reconhecido)
    - Presidente – Sviatlana Tsikhanouskaya, Presidente do Conselho de Coordenação (2020–atualmente)
    - Primeiro-ministro – Sviatlana Tsikhanouskaya, Chefe do Gabinete de Transição Unido (2022–atualmente)
- Bósnia e Herzegovina
  - Chefe de Estado – Presidência da Bósnia e Herzegovina
    - Membro Bósnio – Denis Bećirović (2022–atualmente) Presidente da Presidência da Bósnia e Herzegovina, 2024–atualmente)
    - Membro Croata – Željko Komšić (2018–atualmente: Presidente da Presidência da Bósnia e Herzegovina, 2023–2024)
    - Membro Sérvio – Željka Cvijanović (2022–atualmente)

  - Primeiro-ministro – Borjana Krišto, Presidente do Conselho de Ministros da Bósnia e Herzegovina (2023–atualmente)
  - Alto Representante – Christian Schmidt, Alto Representante para a Bósnia e Herzegovina (2021–atualmente)
- Bulgária
  - Presidente – Rumen Radev, Presidente da Bulgária (2017–atualmente)
  - Primeiro-ministro –
    1. Nikolai Denkov, Primeiro-ministro da Bulgária (2023–2024)
    2. Dimitar Glavchev, Primeiro-ministro interino da Bulgária (2024–atualmente)
- Chéquia
  - Presidente – Petr Pavel, Presidente da Chéquia (2023–atualmente)
  - Primeiro-ministro – Petr Fiala, Primeiro-ministro da Chéquia (2021–atualmente)
- Chipre
  - Presidente – Nikos Christodoulides, Presidente do Chipre (2023–atualmente)
- Chipre do Norte (Estado separatista não reconhecido)
  - Presidente – Ersin Tatar, Presidente do Chipre do Norte (2020–atualmente)
  - Primeiro-ministro – Ünal Üstel, Primeiro-ministro do Chipre do Norte (2022–atualmente)
- Croácia
  - Presidente – Zoran Milanović, Presidente da Croácia (2020–atualmente)
  - Primeiro-ministro – Andrej Plenković, Primeiro-ministro da Croácia (2016–atualmente)
- Dinamarca
  - Monarca – 
    1. Margarida II, Rainha da Dinamarca (1972–2024)
    2. Frederico X, Rei da Dinamarca (2024–atualmente)

  - Primeiro-ministro – Mette Frederiksen, Primeiro-ministro da Dinamarca (2019–atualmente)
- Eslováquia
  - Presidente – 
    1. Zuzana Čaputová, Presidente da Eslováquia (2019–2024)
    2. Peter Pellegrini, Presidente da Eslováquia (2024–atualmente)

  - Primeiro-ministro – Robert Fico, Primeiro-ministro da Eslováquia (2023–atualmente)
- Eslovénia
  - Presidente – Nataša Pirc Musar, Presidente da Eslovênia (2022–atualmente)
  - Primeiro-ministro – Robert Golob, Primeiro-ministro da Eslovênia (2022–atualmente)
- Espanha
  - Monarca – Filipe VI, Rei da Espanha (2014–atualmente)
  - Primeiro-ministro – Pedro Sánchez, Presidente do Governo da Espanha (2018–atualmente)
- Estônia
  - Presidente – Alar Karis, Presidente da Estônia (2021–atualmente)
  - Primeiro-ministro – 
    1. Kaja Kallas, Primeira-ministra da Estônia (2021–2024)
    2. Kristen Michal, Primeiro-ministro da Estônia (2024–atualmente)
- Finlândia
  - Presidente – 
    1. Sauli Niinistö, Presidente da Finlândia (2012–2024)
    2. Alexander Stubb, Presidente da Finlândia (2024–atualmente)

  - Primeiro-ministro – Petteri Orpo, Primeiro-ministro da Finlândia (2023–atualmente)
- França
  - Presidente – Emmanuel Macron, Presidente da França (2017–atualmente)
  - Primeiro-ministro – 
    1. Élisabeth Borne, Primeira-ministra da França (2022–2024)
    2. Gabriel Attal, Primeiro-ministro da França (2024)
    3. Michel Barnier, Primeiro-ministro da França (2024–atualmente)
- Geórgia
  - Presidente – Salome Zurabishvili, Presidente da Geórgia (2018–atualmente)
  - Primeiro-ministro –
    1. Irakli Garibashvili, Primeiro-ministro da Geórgia (2021–2024)
    2. Irakli Kobakhidze, Primeiro-ministro da Geórgia (2024–atualmente)
- Grécia
  - Presidente – Katerina Sakellaropoulou, Presidente da Grécia (2020–atualmente)
  - Primeiro-ministro – Kyriakos Mitsotakis, Primeiro-ministro da Grécia (2023–atualmente)
- Hungria
  - Presidente – 
    1. Katalin Novák, Presidente da Hungria (2022–2024)
    2. László Kövér, Presidente interino da Hungria (2024)
    3. Tamás Sulyok, Presidente da Hungria (2024–atualmente)

  - Primeiro-ministro – Viktor Orbán, Primeiro-ministro da Hungria (2010–atualmente)
- Islândia
  - Presidente –
    1. Guðni Th. Jóhannesson, Presidente da Islândia (2016–2024)
    2. Halla Tómasdóttir, Presidente da Islândia (2024–atualmente)

  - Primeiro-ministro – 
    1. Katrín Jakobsdóttir, Primeiro-ministro da Islândia (2017–2024)
    2. Bjarni Benediktsson, Primeiro-ministro da Islândia (2024–atualmente)
- Irlanda
  - Presidente – Michael D. Higgins, Presidente da Irlanda (2011–atualmente)
  - Primeiro-ministro – 
    1. Leo Varadkar, Taoiseach da Irlanda (2022–2024)
    2. Simon Harris, Taoiseach da Irlanda (2024–atualmente)
- Itália
  - Presidente – Sergio Mattarella, Presidente da Itália (2015–atualmente)
  - Primeiro-ministro – Giorgia Meloni, Presidente do Conselho de Ministros da Itália (2022–atualmente)
- Kosovo (Estado separatista parcialmente reconhecido; sob administração internacional nominal) 
  - Presidente – Vjosa Osmani, Presidente do Kosovo (2021–atualmente)
  - Primeiro-ministro – Albin Kurti, Primeiro-ministro do Kosovo (2021–atualmente)
  - Representante Especial da ONU – Zahir Tanin, Representante Especial do Secretário-Geral da ONU para o Kosovo (2015–atualmente)
- Letónia
  - Presidente – Edgars Rinkēvičs, Presidente da Letônia (2023–atualmente)
  - Primeiro-ministro – Evika Siliņa, Primeiro-ministro da Letônia (2023–atualmente)
- Liechtenstein
  - Monarca – Hans-Adam II, Príncipe-Soberano de Liechtenstein (1989–atualmente)
  - Regente – Príncipe Herdeiro Aloísio, Regente de Liechtenstein (2004–atualmente)
  - Primeiro-ministro – Daniel Risch, Chefe de Governo de Liechtenstein (2021–atualmente)
- Lituânia
  - Presidente – Gitanas Nausėda, Presidente da Lituânia (2019–atualmente)
  - Primeiro-ministro – Ingrida Šimonytė, Primeiro-ministro da Lituânia (2020–atualmente)
- Luxemburgo
  - Monarca – Henrique, Grão-Duque de Luxemburgo (2000–atualmente)
  - Primeiro-ministro – Luc Frieden, Primeiro-ministro de Luxemburgo (2023–atualmente)
- Macedônia do Norte 
  - Presidente – 
    1. Stevo Pendarovski, Presidente da Macedônia do Norte (2019–2024)
    2. Gordana Siljanovska-Davkova, Presidente da Macedônia do Norte (2024–atualmente)

  - Primeiro-ministro –
    1. Dimitar Kovačevski, Presidente do Governo da Macedônia do Norte (2022–2024)
    2. Talat Xhaferi, Presidente do Governo da Macedônia do Norte (2024)
    3. Hristijan Mickoski, Presidente do Governo da Macedônia do Norte (2024–atualmente)
- Malta
  - Presidente – 
    1. George Vella, Presidente de Malta (2019–2024)
    2. Myriam Spiteri Debono, Presidente de Malta (2024–atualmente)

  - Primeiro-ministro – Robert Abela, Primeiro-ministro de Malta (2020–atualmente)
- Moldávia
  - Presidente – Maia Sandu, Presidente da Moldávia (2020–atualmente)
  - Primeiro-ministro – Dorin Recean, Primeiro-ministro da Moldávia (2023–atualmente)
- Mônaco
  - Monarca – Alberto II, Príncipe Soberano de Mônaco (2005–atualmente)
  - Primeiro-ministro – 
    1. Pierre Dartout, Ministro de Estado de Mônaco (2020–2024)
    2. Didier Guillaume, Ministro de Estado de Mônaco (2024–atualmente)
- Montenegro
  - Presidente – Jakov Milatović, Presidente de Montenegro (2023–atualmente)
  - Primeiro-ministro – Milojko Spajić, Primeiro-ministro de Montenegro (2023–atualmente)
- Noruega
  - Monarca – Haroldo V, Rei da Noruega (1991–atualmente)
  - Primeiro-ministro – Jonas Gahr Støre, Primeiro-ministro da Noruega (2021–atualmente)
- Ossétia do Sul (Estado separatista parcialmente reconhecido)
  - Presidente – Alan Gagloyev, Presidente da Ossétia do Sul (2022–atualmente)
  - Primeiro-ministro – Konstantin Djussoev, Primeiro-Ministro da Ossétia do Sul (2022–atualmente)
- Países Baixos
  - Monarca – Guilherme Alexandre, Rei dos Países Baixos (2013–atualmente)
  - Primeiro-ministro – 
    1. Mark Rutte, Primeiro-ministro dos Países Baixos (2010–2024)
    2. Dick Schoof, Primeiro-ministro dos Países Baixos (2024–atualmente)
- Polônia
  - Presidente – Andrzej Duda, Presidente da Polônia (2015–atualmente)
  - Primeiro-ministro – Donald Tusk, Presidente do Conselho de Ministros da Polônia (2023–atualmente)
- Portugal
  - Presidente – Marcelo Rebelo de Sousa, Presidente de Portugal (2016–atualmente)
  - Primeiro-ministro – 
    1. António Costa, Primeiro-ministro de Portugal (2015–2024)
    2. Luís Montenegro, Primeiro-ministro de Portugal (2024–atualmente)
- Reino Unido
  - Monarca – Charles III, Rei do Reino Unido (2022–atualmente)
  - Primeiro-ministro – 
    1. Rishi Sunak, Primeiro-ministro do Reino Unido (2022–2024)
    2. Keir Starmer, Primeiro-ministro do Reino Unido (2024–atualmente)
- Romênia
  - Presidente – Klaus Iohannis, Presidente da Romênia (2014–atualmente)
  - Primeiro-ministro – Marcel Ciolacu, Primeiro-ministro da Romênia (2023–atualmente)
- Rússia
  - Presidente – Vladimir Putin, Presidente da Rússia (2012–atualmente)
  - Primeiro-ministro – Mikhail Mishustin, Presidente do Governo da Federação Russa (2020–atualmente)
- San Marino
  - Capitães-regentes – 
    1. Filippo Tamagnini e Gaetano Troina, Capitães-regentes de San Marino (2023–2024)
    2. Alessandro  Rossi e Milena Gasperoni, Capitães-regentes de San Marino (2024)
    3. Francesca Civerchia e Dalibor Riccardi, Capitães-regentes de San Marino (2024–atualmente)
- Sérvia
  - Presidente – Aleksandar Vučić, Presidente da Sérvia (2017–atualmente)
  - Primeiro-ministro – 
    1. Ana Brnabić, Primeira-ministra da Sérvia (2017–2024)
    2. Ivica Dačić, Primeiro-ministro interino da Sérvia (2024)
    3. Miloš Vučević, Primeiro-ministro da Sérvia (2024–atualmente)
- Suécia
  - Monarca – Carlos XVI Gustavo, Rei da Suécia (1973–atualmente)
  - Primeiro-ministro – Ulf Kristersson, Primeiro-ministro da Suécia (2022–atualmente)
- Suíça
  - Conselho – Conselho Federal da Suíça [g]
    - Membros –  Guy Parmelin (2016–atualmente), Ignazio Cassis (2017–atualmente), Viola Amherd (2019–atualmente; Presidente da Suíça, 2024–atualmente), Karin Keller-Sutter (2019–atualmente), Élisabeth Baume-Schneider (2023–atualmente), Albert Rösti (2023–atualmente) e Beat Jans (2024–atualmente)
- Transnístria (Estado separatista não reconhecido)
  - Presidente – Vadim Krasnoselsky, Presidente da Transnístria (2016–atualmente)
  - Primeiro-ministro – Aleksandr Rozenberg, Primeiro-ministro da Transnístria (2022–atualmente)
- Ucrânia
  - Presidente – Volodymyr Zelensky, Presidente da Ucrânia (2019–atualmente)
  - Primeiro-ministro – Denys Shmyhal, Primeiro-ministro da Ucrânia (2020–atualmente)
- Vaticano
  - Monarca – Papa Francisco, Soberano da Cidade do Vaticano (2013–atualmente)
  - Chefe de governo – Cardeal Fernando Vérgez Alzaga, Presidente do Governo do Estado da Cidade do Vaticano (2021–atualmente)
  - Santa Sé (tema sui generis do direito internacional)
    - Secretário de Estado – Cardeal Pietro Parolin, Cardeal Secretário de Estado (2013–atualmente)

## Oceania
- Austrália
  - Monarca – Charles III, Rei da Austrália (2022–atualmente)
  - Governador-geral – 
    1. David Hurley, Governador-geral da Austrália (2019–2024)
    2. Sam Mostyn, Governador-geral da Austrália (2024–atualmente)

  - Primeiro-ministro – Anthony Albanese, Primeiro-ministro da Austrália (2022–atualmente)
- Estados Federados da Micronésia
  - Presidente – Wesley Simina, Presidente dos Estados Federados da Micronésia (2023–atualmente)
- Fiji
  - Presidente – Ratu Wiliame Katonivere, Presidente das Fiji (2021–atualmente)
  - Primeiro-ministro – Sitiveni Rabuka, Primeiro-ministro das Fiji (2022–atualmente)
- Ilhas Marshall
  - Presidente – 
    1. David Kabua, Presidente das Ilhas Marshall (2020–2024)
    2. Hilda Heine, Presidente das Ilhas Marshall (2024–atualmente)
- Ilhas Salomão
  - Monarca – Charles III, Rei das Ilhas Salomão (2022–atualmente)
  - Governador-geral –
    1. Sir David Vunagi, Governador-geral das Ilhas Salomão (2019–2024)
    2. David Tiva Kapu, Governador-geral das Ilhas Salomão (2024–atualmente)

  - Primeiro-ministro – 
    1. Manasseh Sogavare, Primeiro-ministro das Ilhas Salomão (2019–2024)
    2. Jeremiah Manele, Primeiro-ministro das Ilhas Salomão (2024–atualmente)
- Kiribati
  - Presidente – Taneti Mamau, Presidente de Kiribati (2016–atualmente)
- Nauru
  - Presidente – David Adeang, Presidente de Nauru (2023–atualmente)
- Nova Zelândia
  - Monarca – Charles III, Rei da Nova Zelândia (2022–atualmente)
  - Governador-geral – Dama Cindy Kiro, Governador-geral da Nova Zelândia (2021–atualmente)
  - Primeiro-ministro – Christopher Luxon, Primeiro-ministro da Nova Zelândia (2023–atualmente)
- Palau
  - Presidente – Surangel Whipps Jr., Presidente de Palau (2021–atualmente)
- Papua-Nova Guiné
  - Monarca – Charles III, Rei de Papua-Nova Guiné (2022–atualmente)
  - Governador-geral – Sir Bob Dadae, Governador-geral da Papua-Nova Guiné (2017–atualmente)
  - Primeiro-ministro – James Marape, Primeiro-ministro da Papua-Nova Guiné (2019–atualmente)
- Samoa
  - Chefe de Estado – Va'aletoa Sualauvi II, O le Ao o le Malo de Samoa (2017–atualmente)
  - Primeiro-ministro – Fiamē Naomi Mataʻafa, Primeiro-ministro de Samoa (2021–atualmente)
- Tonga
  - Monarca – Tupou VI, Rei de Tonga (2012–atualmente)
  - Primeiro-ministro – Siaosi Sovaleni, Primeiro-ministro de Tonga (2021–atualmente)
- Tuvalu
  - Monarca – Charles III, Rei de Tuvalu (2022–atualmente)
  - Governador-geral – Sir Tofiga Vaevalu Falani, Governador-geral de Tuvalu (2021–atualmente)
  - Primeiro-ministro – 
    1. Kausea Natano, Primeiro-ministro de Tuvalu (2019–2024)
    2. Feleti Teo, Primeiro-ministro de Tuvalu (2024–atualmente)
- Vanuatu
  - Presidente – Nikenike Vurobaravu, Presidente de Vanuatu (2022–atualmente)
  - Primeiro-ministro – Charlot Salwai, Primeiro-ministro de Vanuatu (2023–atualmente)